# Submissió dels uganis (1384)
La submissió dels uganis el 1384 va ser un esdeveniment en el qual els uganis van enviar un ambaixador a Tamerlà per oferir la seva submissió i demanar el nomenament d'un daruga (governador). Tamerlà va concedir aquesta petició, però els uganis es van revoltar poc després. Tamerlà va ordenar a l'exèrcit marxar al país dels uganis per combatre i finalment va aconseguir la victòria i la fortalesa de la muntanya de Kuh Sulayman, el centre dels uganians, va caure a mans dels soldats de Tamerlà. Els uganians foren massacrats.
El poble dels uganis era un poble muntanyenc que vivia al sud de Kandahar i fou sotmès per Tamerlà a començaments del 1384.
Els uganis ja havia enviat un ambaixador a Tamerlà per oferir la seva submissió i demanar el nomenament d'un daruga (governador). Tamerlà, que estava mes al nord, ho va concedir i va nomenar un governador, però fos que a la seva regió de Kuh Sulayman (muntanyes de Sulayman) no tenia el suport de la majoria o que el governador va fer alguna cosa mal feta, o alguna altre causa, al cap de pocs dies els uganis es van revoltar. Això no ho podia tolerar Tamerlà, que va ordenar a l'exèrcit marxar al país dels uganis amb ordre de combatre tant bon punt arribessin. Així es va fer i entre els timúrides Mirza Ali Aitkumur i altres van resultar ferits i Nikepei Shah va resultar mort. Aktimur va demanar anar a combatre en primera línia però Timur li va refusar. Ramadan Khoja, mentre, combatia als uganis i va rebre l'ajut de Bakhti Khoja Uzbek i de Shams al-Din. Finalment la victòria va caure lògicament del costat dels timúrides i la fortalesa de la muntanya de Kuh Sulayman, que era el centre dels uganians, va caure a mans dels soldats de Timur. Els uganians foren tots massacrats.